# 모바일 작전
모바일 작전(영어: Operation MOBILE)은 2011년 3월 20일, 국제 연합 평화유지군의 작전의 일환으로 캐나다가 리비아를 공습한 작전이다. 이 작전은 더불어 미국의 오디세이 새벽 작전, 영국의 엘라미 작전, 프랑스의 아르마탕 작전과 더불어 진행된다.